# Ligue trotskyste de France
 (octobre 2021).
Si vous disposez d'ouvrages ou d'articles de référence ou si vous connaissez des sites web de qualité traitant du thème abordé ici, merci de compléter l'article en donnant les références utiles à sa vérifiabilité et en les liant à la section « Notes et références ».
Pour les articles homonymes, voir Ligue.
La Ligue trotskyste de France (LTF) est la section française de la Ligue communiste internationale (quatrième internationaliste) (International Communist League, fourth internationalist, anciennement Tendance spartakiste internationale), organisation implantée dans une dizaine de pays.

## Idéologie
Dans sa déclaration de principes publiée en 1998, la Ligue communiste internationale définit sa tâche en ces termes : « La Ligue communiste internationale (quatrième-internationaliste) est une tendance prolétarienne, révolutionnaire et internationaliste. Elle s'engage à construire des partis léninistes, sections nationales d'une internationale centraliste-démocratique dont le but est de mener la classe ouvrière à la victoire par des révolutions socialistes partout dans le monde ». Son modèle demeure la révolution bolchevique de 1917 qu'elle affirme vouloir imiter et exporter dans le monde.
Cette organisation se distingue surtout, parmi les organisations trotskystes, par son positionnement vis-à-vis de l'Union soviétique, pour laquelle elle prônait  : une défense militaire inconditionnelle contre l'« impérialisme » et la bureaucratisation, qu'elle qualifiait de « contre-révolution interne » ; et une « révolution politique prolétarienne » qui aurait pour but de restaurer l'État ouvrier, suivant la doctrine de Trotsky.
C'est dans cette optique de défense des « États ouvriers déformés » ou « dégénérés » contre l'impérialisme qu'elle s'est opposée au mouvement Solidarnosc en Pologne et met aujourd'hui en avant un soutien militaire inconditionnel pour la Corée du Nord, la République populaire de Chine, Cuba ou encore le Vietnam. Elle considère la chute de l'Union soviétique comme une défaite pour le prolétariat. Cependant, la LTF se défend d'apporter un soutien politique à ces États. Cette organisation s'est également opposée à la Révolution islamique iranienne et a soutenu l'intervention soviétique en Afghanistan. 
La LTF a pris position contre la loi sur les signes religieux dans les écoles publiques, le 14 février 2004, considérant que cette loi ciblait avant tout les jeunes musulmanes, déjà victimes du racisme au sein de la société française.
Au nom de l'indépendance de classe, la LTF s'oppose à la tactique du « Front populaire », qu'elle qualifie de contre-révolutionnaire, et refuse d'appeler à voter pour le Parti socialiste, y compris au second tour.
La LTF agit également au travers de son Comité de défense sociale, équivalent français du Partisan Defense Committee de la Spartacist League aux États-Unis. Elle édite le journal Le Bolchévik, connu notamment pour ses attaques virulentes contre les autres mouvements de gauche, particulièrement le PCF, le NPA ou Lutte ouvrière, qu'ils accusent de réformisme et de vouloir constituer un « front populaire bourgeois » avec le PS.
À l'été 2017, la LTF, comme l'ICL en général, a remis en cause son passé, estimant qu'elle avait été, en la personne de « cadres américains » pénétrée par « l'hydre chauvine » depuis 1974[source insuffisante].